# ジョー・スワンバーグ
ジョー・スワンバーグ（Joe Swanberg、1981年8月31日 - ）は、アメリカ合衆国の映画監督、脚本家、撮影監督、編集技師、俳優である。マンブルコアの最重要人物の1人と目されている。

## 経歴
1981年8月31日、ミシガン州デトロイトに生まれる。ケンタッキー州やジョージア州、アラバマ州、カリフォルニア州、クェゼリン環礁で暮らし、ネイパービルの高校で学んだ。南イリノイ大学を卒業したのち、シカゴ国際映画祭に務めた。
2005年、『Kissing on the Mouth』で長編映画監督デビューを果たす。2007年、グレタ・ガーウィグ主演の『ハンナだけど、生きていく!』を監督した。2011年、アダム・ウィンガード監督のホラー映画『サプライズ』に出演した。
同年には監督作『Silver Bullets』と『Art History』が第61回ベルリン国際映画祭フォーラム部門に正式出品されている。
2013年には、監督作品の『ドリンキング・バディーズ 飲み友以上、恋人未満の甘い方程式』がSXSW映画祭にて上映された。

## フィルモグラフィー

### 映画
- Kissing on the Mouth （2005年） - 監督・脚本・製作・撮影・編集・出演
- LOL （2006年） - 監督・脚本・製作・撮影・編集・出演
- ハンナだけど、生きていく! Hannah Takes the Stairs （2007年） - 監督・脚本・製作・撮影・編集
- Nights and Weekends （2008年） - 共同監督・脚本・製作・共演
- Alexander the Last （2009年） - 監督・脚本・製作・撮影・編集
- ビューティフル・ダイ A Horrible Way to Die （2010年） - 出演
- サプライズ You're Next （2011年） - 出演
- Silver Bullets （2011年） - 監督・脚本・製作・撮影・編集・出演
- Uncle Kent （2011年） - 監督・脚本・製作・撮影・編集・出演
- Art History （2011年） - 監督・脚本・製作・撮影・編集・出演
- The Zone （2011年） - 監督・脚本・製作・撮影・編集
- Autoerotic （2011年） - 共同監督、脚本・製作
- All the Light in the Sky （2012年） - 監督・脚本・製作・撮影・編集
- V/H/S シンドローム V/H/S （2012年） - 監督・編集・出演
- 24 Exposures （2013年） - 監督・脚本・編集・出演
- サクラメント 死の楽園 The Sacrament （2013年） - 出演
- ドリンキング・バディーズ 飲み友以上、恋人未満の甘い方程式 Drinking Buddies （2013年） - 監督・脚本・製作・編集
- ハッピー・クリスマス Happy Christmas （2014年） - 監督・脚本・製作・編集・出演
- 新しい夫婦の見つけ方 Digging for Fire （2015年） -  監督・脚本・製作・編集
- ギャンブラー Win It All (2017) - 監督・脚本・製作・編集
- 彼女のいた日々 Golden Exit (2017) - 製作総指揮
- サイコハウス 血を誘う家 The Rental (2020) - 脚本・原案・製作

### テレビ
- ルッキング Looking （2014年） - 監督